# 普卡蘭拉山 (阿普里馬克大區-阿亞庫喬大區)
14°41′39″S 72°54′47″W / 14.69417°S 72.91306°W
普卡蘭拉山（Puka Ranra），是秘魯的山峰，位於該國南部阿普里馬克大區和阿亞庫喬大區，由胡安埃斯皮諾薩梅德拉諾區和卡斯塔涅達上校區負責管轄，屬於萬索山脈的一部分，海拔高度5,000米。